# Onze Lieve Vrouwe ter Eem
Onze Lieve Vrouwe ter Eem was een zusterklooster, scholencomplex en meisjesinternaat gelegen aan de Daam Fockemalaan 22 te Amersfoort.

## Geschiedenis
Het kloostercomplex werd gebouwd van 1931-1933. Architecten waren Bernardus Joannes Koldewey en W.C.A. Kroes. Zij ontwierpen het complex in de trant van de Delftse School. Het betrof één der grootste kloostercomplexen in Noord-Nederland. In dit klooster bevond zich een meisjesinternaat, het Lyceum "Onze Lieve Vrouw ter Eem" en de kweekschool "Sint-Agnes". De zusters behoorden tot de Zusters van Onze Lieve Vrouw van Amersfoort, een in 1822 opgerichte congregatie die zich bezighield met het geven van onderwijs.
Uitbreidingen vonden plaats in 1938 en nog in 1957. Het lyceum fuseerde in 1968 met het Constantijn College tot het Eemlandcollege. Het meisjesinternaat bestond tot 1981. Daarna werd in de gebouwen onder meer een conferentiecentrum ingericht. Zo werden hier van 1984 tot 1998 de vergaderingen van de Nederlandse Bisschoppenconferentie gehouden en logeerde Paus Johannes Paulus II hier in 1985, tijdens zijn bezoek aan Nederland. De laatste zusters vertrokken in 2008 en het complex is tegenwoordig in gebruik als bedrijfsverzamelgebouw.
Het complex kenmerkt zich door een langgerekt gebouw met haaks daarop staande zijvleugels in carré die een reeks hoven omsluiten. In en aan het klooster zijn kunstwerken te vinden van onder anderen Mari Andriessen, Wim Nijs, Lode Sengers en Albert Termote.
Het kloostercomplex is geklasseerd als rijksmonument. Het terrein grenst aan dat van de Bernhardkazerne en het Constantinianum.